# Linda Naeff
Linda Naeff (Bagnolet, 22 de febrero de 1926-Carouge, 20 de febrero de 2014) fue una pintora y escultora suiza.

## Biografía
Comenzó a pintar en 1987 a la edad de sesenta y un años. Creó 4500 obras que incluye 500 esculturas y 4000 pinturas. Fue influenciada por Jean Dubuffet.
En 2012, la escritora Douna Loup publicó Les lignes de ta paume (Las líneas de tu palma), una novela en la que cuenta la historia de la artista, que entonces tenía ochenta y cinco años, a partir de entrevistas que mantuvieron juntas.
Su obra se encuentra en las colecciones permanentes de la Collection de l'Art Brut de Lausana, del Museo de Arte e Historia de Ginebra, del Museo Ariana, el museo de arte bruto de Montpellier y el Museo de Lagerhaus en San Galo y en las bibliotecas de Ginebra y Lausana con sus libros-objeto.

## Exposiciones
- Ferme de la Chapelle: 2014
- Musée de Carouge: 2016, Les couleurs habillent la souffrance.[10][11][3]
- Museo de Lagerhaus, 2020, Matrícula II[2][12]

## Filmografía
- 2014: Película documental, Mario Del Curto, Linda Naeff - Les couleurs habillent la souffrance.[13]